# Navianos de Valverde
Navianos de Valverde is een gemeente in de Spaanse provincie Zamora in de regio Castilië en León met een oppervlakte van 14,12 km². Navianos de Valverde telt 203 inwoners (1 januari 2016).

## Demografische ontwikkeling
Bron: INE, 1857-2011: volkstellingen